# Шейкин, Юрий Вячеславович
Юрий Вячеславович Шейкин (10 апреля 1963, СССР — 5 января 2011, Великий Новгород, Россия) — советский и узбекистанский футболист, вратарь.

## Биография
Карьеру начал в 1983 году в клубе «Наримановец».
Большую часть карьеры провёл в ташкентском «Тракторе». Играл в клубах «МХСК», «Машъал», «Зарафшан».
В 1994 году был приглашён в сборную Узбекистана, в составе которой выступил на Азиатских играх. Звёздный час Шейкина наступил в полуфинале турнира, в игре против Южной Кореи. Несмотря на подавляющее превосходство соперника, Юрий сумел сохранить свои ворота в неприкосновенности, а единственный гол Азамата Абдураимова вывел сборную Узбекистана в финал.
Вот что сказал об этом матче главный тренер корейцев Анатолий Бышовец:
Приведу официальные данные матча. Мы нанесли 27 ударов по воротам, они - 3, мы подали 20 угловых, они - 2. 6-7 верных возможностей мы не использовали. Вратарь Шейкин чудеса творил, да ещё в защите соперники самоотверженно играли. Нам же Абдураимов забил гол метров с 30-35. Мяч ударился о землю и под рукой вратаря пролетел в сетку.
В финальном матче сборная Узбекистана обыграла сборную Китая со счётом 4:2 и стала чемпионом Азиатских игр.
По итогам сезона Юрий Шейкин стал третьим в опросе «Лучший футболист года в Узбекистане».
В 2000 году Юрий Шейкин завершил карьеру игрока и уехал в Россию, на постоянное проживание.
Юрий Шейкин скоропостижно скончался 5 января 2011 года в городе Великий Новгород.

## Достижения
- Чемпион Азиатских игр: 1994
- Бронзовый призёр чемпионата Узбекистана: 1996
- Третий в опросе Футболист года в Узбекистане: 1994

## Государственные награды
- Медаль «Шухрат»[5]